# Eocypraeinae
Eocypraeinae Schilder, 1924 è una sottofamiglia di molluschi gasteropodi della famiglia Ovulidae.

## Tassonomia
La sottofamiglia comprende i seguenti generi viventi:
- Amonovula Fehse, 2019
- Archivolva Lorenz & Fehse, 2009
- Calpurnus Montfort, 1810
- Carpiscula C. N. Cate, 1973
- Crenavolva C. N. Cate, 1973
- Cuspivolva C. N. Cate, 1973
- Dentiovula Habe, 1961
- Diminovula Iredale, 1930
- Globovula C. N. Cate, 1973
- Habuprionovolva Azuma, 1970
- Margovula C. N. Cate, 1973
- Primovula Thiele, 1925
- Prionovolva Iredale, 1930
- Procalpurnus Thiele, 1929
- Prosimnia Schilder, 1927
- Pseudosimnia Schilder, 1927
- Rotaovula C. N. Cate & Azuma in C. N. Cate, 1973
- Sandalia C. N. Cate, 1973
- Serratovolva C. N. Cate, 1973
- Testudovolva C. N. Cate, 1973

Sono noti anche i seguenti generi estinti:
- Allmoniella Dolin & Dockery, 2018 †
- Apiocypraea Schilder, 1925 †
- Eocypraea Cossmann, 1903 †
- Eotrivia Schilder, 1924 †
- Eschatocypraea Schilder, 1966 †
- Grovesia Dolin & Ledon, 2002 †
- Oxycypraea F. A. Schilder, 1927 †
- Taviania Dolin & Pacaud, 2009 †